# Rhynchothorax
Rhynchothorax – rodzaj kikutnic z rodziny Rhynchothoracidae.
Rodzaj ten utworzony został przez Achille Costę w 1861 roku. W roku 1909 Thompson utworzył dla niego monotypową rodzinę Rhynchothoracidae, którą w 1978 Fry umieścił w monotypowej nadrodzinie Rhynchothoracoidea.
Do rodzaju tego należy 61 opisanych gatunków:
- Rhynchothorax alcicornis Krapp, 1973
- Rhynchothorax anophtalmus Arnaud, 1972
- Rhynchothorax architectus Child, 1979
- Rhynchothorax arenicolus Stock, 1989
- Rhynchothorax articulatus Stock, 1968
- Rhynchothorax australis Hodgson, 1907
- Rhynchothorax barnardi Child & Hedgpeth, 1971
- Rhynchothorax crenatus Child, 1982
- Rhynchothorax malaccensis Stock, 1968
- Rhynchothorax mediterraneus Costa, 1861
- Rhynchothorax monnioti Arnaud, 1974
- Rhynchothorax oblongus (Pushkin, 1977)
- Rhynchothorax orientalis Child, 1988
- Rhynchothorax percivali Clark, 1976
- Rhynchothorax philopsammum Hedgpeth, 1951
- Rhynchothorax tiahurensis Muller, 1989
- Rhynchothorax unicornis Fage & Stock, 1966
- Rhynchothorax vallatus Child, 1990
- Rhynchothorax voxorinus Stock, 1966
- Rhynchothorax yepayekae Weis, 2014